# Peter Suswam
Peter Terna Suswam (* 5. September 1991 in Konshisha) ist ein nigerianischer ehemaliger Fußballspieler.

## Karriere

### Verein
Peter Suswam spielte in seiner Jugend beim Taraba FC, bis er 2007 zu den Wikki Tourists wechselte. Nachdem er die Jahre 2007 und 2008 dort verbracht hatte, wechselte er zu den Ligakonkurrenten, den Lobi Stars. Nach zwei Spielzeiten, in denen er gelegentlich zum Einsatz kam, schaffte er 2011 den Sprung nach Europa zum portugiesischen Verein Vitória Setúbal. Am 29. August 2011 kam er zu seinem Ligaspieldebüt bei der 0:1-Niederlage gegen Sporting Braga. Nach Ende der Saison 2013 wurde der Vertrag nicht verlängert. Von Januar 2014 bis Juli 2014 spielte Suswam beim albanischen Club FK Kukësi. Seit dem 4. September 2014 war der Nigerianer bei Stal Rzeszów unter Vertrag. Nach Ende des Vertrages 2016 ging er zurück nach Nigeria. Ab 2019 war er wieder in Polen aktiv, sechstklassig diesmal.

### Nationalmannschaft
Im April 2010 wurde Suswam zum erweiterten Kader für die Fußball-Weltmeisterschaft 2010 in Südafrika berufen. Am 25. Mai absolvierte er beim Freundschaftsspiel gegen Saudi-Arabien sein erstes A-Länderspiel.
2011 nahm er mit der nigerianischen U-20-Nationalmannschaft an der U-20-Fußball-Weltmeisterschaft 2011 in Kolumbien teil. Dort erreichte er mit seiner Mannschaft das Viertelfinale und absolvierte alle fünf Spiele während des Turniers, beim 5:2-Sieg in der Gruppenphase über Kroatien erzielte Suswam das zwischenzeitliche 2:0.
Zwischen 2011 und 2014 kam Suswam zu sechs Einsätzen in der nigerianischen U23-Auswahl. Bereits 2010 spielte er zwei Spiele für die nigerianische Fußballnationalmannschaft.